# Ильич (Брянская область)
Ильич — опустевший посёлок в Климовском районе Брянской области в составе Чёлховского сельского поселения.

## География
Находится в юго-западной части Брянской области на расстоянии приблизительно 11 км на юг по прямой от районного центра посёлка Климово.

## История
Известен с 1920-х годов. В середине XX века работал колхоз «Завет Ильича». На карте 1941 года отмечен как поселение с 86 дворами.

## Население
Численность населения: 193 человека (1926 год), 2 (русские 100 %) в 2002 году, 0 в 2010.